# Dálnice A20 (Německo)
Dálnice A20, německy Bundesautobahn 20 (zkratka BAB 20), zkráceně Autobahn 20 (zkratka A20), je dálnice na severu Německa. Měří 323 km. Díky své geografické poloze nedaleko pobřeží Baltského moře se jí často hovorově přezdívá Ostseeautobahn nebo Küstenautobahn. Dálnice není postavena na rovné přímce. Místo toho je vybudována v blízkosti důležitých měst tak, aby bylo cestování mezi těmito městy výhodnější.
Výstavba začala v roce 1992 poblíž křižovatky Wismar-sever a byla dokončena v prosinci 2005. Poslední úsek u obce Tribsees byl otevřen kancléřkou Angelou Merkelovou. Náklady na výstavbu dálnice se vyšplhaly na 1,8 miliardy eur. 279 km dálnice se nachází ve spolkové zemi Meklenbursko-Přední Pomořansko, 27 km v Braniborsku a 30 km ve Šlesvicku-Holštýnsku. To dělá z A20 nejdelší postupně budovanou dálnici od roku 1945.
28. července 2009 byl otevřen úsek dálnice mezi křižovatkou Lübeck a sjezdem Geschendorf. Mezitím bylo uvedeno do provozu dalších šest kilometrů dálnice až k dočasnému konci u obce Weede. Další prodloužení směrem na západ čeká zatím na financování výstavby. Na této části se bude nacházet tunel pod Labem a rovněž zde dojde k napojení na budoucí A26.
Na sever od Hamburku bude A20 fungovat jako spojnice dálnic A1, A21, A7 a A23. Taktéž bude zastávat funkci severního obchvatu Hamburku.